# Amrozi bin Nurhasyim
Ali Amrozi bin Haji Nurhasyim (kurz Amrozi, * 5. Juli 1962 in Tenggulun, Indonesien; † 9. November 2008 auf Nusa Kambangan, Indonesien) war ein indonesischer islamistischer Terrorist, der für die Beteiligung an dem Bombenanschlag auf der Ferieninsel Bali 2002 zum Tode verurteilt und hingerichtet wurde.
Amrozi kam aus der östlichen Provinz der Insel Java und war das fünfte von 13 Kindern. Seinen beiden Brüdern Ali Ghufron (auch Mukhlas) und Ali Imron wurde ebenso eine Beteiligung an dem Anschlag auf Bali im Oktober 2002 vorgeworfen. Ali Ghufron wurde verdächtigt, seinen Bruder in die militante islamistische Szene gebracht zu haben, als sich die beiden in den späten 1980er Jahren in Malaysia wiedersahen.
Behauptungen zufolge wurde er von der radikal-islamischen Organisation Jemaah Islamiyah motiviert. Amrozi bestritt jedoch, ein Mitglied der Terrororganisation zu sein und gab an, die Attacke sei eine Unterstützung für die Muslime aus aller Welt. Am 7. August 2003 wurde Amrozi, zusammen mit Ghufron und Imam Samudra, zum Tod durch Erschießen verurteilt. Vollstreckt wurde das Urteil in den frühen Morgenstunden des 9. November 2008 (Ortszeit) auf der Gefängnisinsel Nusa Kambangan.